# Liste der Kulturdenkmale in Bornstedt (bei Eisleben)
In der Liste der Kulturdenkmale in Bornstedt (bei Eisleben) sind alle  Kulturdenkmale der Gemeinde Bornstedt (bei Eisleben) und ihrer Ortsteile aufgelistet. Grundlage ist das Denkmalverzeichnis des Landes Sachsen-Anhalt, das auf Basis des Denkmalschutzgesetzes des Landes Sachsen-Anhalt vom 21. Oktober 1991 durch das Landesamt für Denkmalpflege und Archäologie Sachsen-Anhalt erstellt und seither laufend ergänzt wurde (Stand: 25. Februar 2015).

## Kulturdenkmale nach Ortsteilen

### Bornstedt (bei Eisleben)
| Lage                          | Bezeichnung            | Beschreibung | Erfassungs- nummer | Ausweisungsart | Bild           |
| ----------------------------- | ---------------------- | --- | ------------------ | -------------- | -------------- |
| Bauernsteinstraße (Karte)     | Bauernstein            | Der Bauernstein liegt vor der Bauernsteinstraße 1 (Gasthof Weißes Roß). Es ist eine rechteckige Steinplatte auf einem dicken Unterteil. Um den Stein befindet sich Schlacke mit Zement verbunden, die auch als Sitzgelegenheit dienten. | 094 08100          | Kleindenkmal   | BW             |
| Bauernsteinstraße 62 (Karte)  | Gutshaus               | Das Gutshaus wurde 1768 erbaut, allerdings stand hier bereits gegen Ende des 16. Jahrhunderts ein Gutshaus. Vor dem Haus befindet sich ein Denkmal in Obeliskform aus dem Jahr 1839. Das Denkmal erinnert an den Schulzen Kirmß, dieser wohnte in den 1830er Jahren hier. Das Haus ist ein zweigeschossiges Haus mit einem Mansarddach. Es hat sieben Achsen, in der mittleren Achse befindet sich der Eingang. Das obere Geschoss ist in Fachwerk ausgeführt. | 094 08099          | Baudenkmal     | Gutshaus       |
| Clara-Zetkin-Straße 1 (Karte) | Bauernhof              | | 094 76464          | Baudenkmal     | BW             |
| Hauptstraße (Karte)           | Kriegerdenkmal         | Das Denkmal soll an die Gefallenen der Kriege 1864, 1866 und 1870/1871 gedenken. Später wurden zusätzliche Steine für die Gefallenen des Ersten und Zweiten Weltkrieges hinzugefügt. Das Kriegerdenkmal befindet sich vor dem Haus Hauptstraße 1. | 094 76465          | Baudenkmal     | Kriegerdenkmal |
| Hauptstraße 33 (Karte)        | Bauernhof              | | 094 76466          | Baudenkmal     | BW             |
| Hauptstraße 50 (Karte)        | Transformatorenstation | | 094 76473          | Baudenkmal     | BW             |
| Karl-Marx-Straße 6 (Karte)    | Pächterhaus            | | 094 76463          | Baudenkmal     | BW             |
| L 224 (Karte)                 | Burg                   | Die Burg ist heute eine Ruine. Sie liegt auf einem Bergsporn östlich des Dorfes und südlich der Straße nach Wolferode. | 094 08098          | Baudenkmal     | Burg           |
| Neue Sorge                    | Grabstein              | Der Grabstein befindet sich auf dem Friedhof. | 094 76468          | Baudenkmal     |                |
| Neue Sorge                    | Grabstein              | Der Grabstein befindet sich auf dem Friedhof. | 094 76469          | Baudenkmal     |                |
| Neue Sorge 23 (Karte)         | Pfarrhof               | | 094 76467          | Baudenkmal     | BW             |
| Schlossbergstraße (Karte)     | Kirche                 | Zu der Kirche St. Pankratius gehören als Denkmal die barocken Grabsteine auf dem Kirchhof und die Kirchhofmauer. | 094 08097          | Baudenkmal     | Kirche         |
| Schlossbergstraße 3 (Karte)   | Bauernhof              | | 094 76470          | Baudenkmal     | BW             |
| Schlossbergstraße 16 (Karte)  | Backhaus               | Das Backhaus wurde 1812 erbaut. | 094 76471          | Baudenkmal     | BW             |

### Neuglück
| Lage               | Bezeichnung | Beschreibung | Erfassungs- nummer | Ausweisungsart | Bild |
| ------------------ | ----------- | ------------ | ------------------ | -------------- | ---- |
| Neuglück 3 (Karte) | Gutshaus    |              | 094 76472          | Baudenkmal     | BW   |

## Ehemalige Kulturdenkmale nach Ortsteilen

### Bornstedt (bei Eisleben)
| Lage                                              | Bezeichnung      | Beschreibung | Erfassungs- nummer | Ausweisungsart | Bild |
| ------------------------------------------------- | ---------------- | ------------ | ------------------ | -------------- | ---- |
| Am Zusammenfluss von Rhone und Kuhfußnach (Karte) | Haldenlandschaft | Untermühle   | 107 40044          | Baudenkmal     | BW   |

## Legende
In den Spalten befinden sich folgende Informationen:
- Lage: Nennt den Straßennamen und wenn vorhanden die Hausnummer des Kulturdenkmals. Die Grundsortierung der Liste erfolgt nach dieser Adresse. Der Link „Karte“ führt zu verschiedenen Kartendarstellungen und nennt die geographischen Koordinaten.
Link zu einem Kartenansichtstool, um Koordinaten zu setzen. In der Kartenansicht sind Baudenkmale ohne Koordinaten mit einem roten bzw. orangen Marker dargestellt und können in der Karte gesetzt werden. Baudenkmale ohne Bild sind mit einem blauen bzw. roten Marker gekennzeichnet, Baudenkmale mit Bild mit einem grünen bzw. orangen Marker.
- Offizielle Bezeichnung: Nennt den Namen, die Bezeichnung oder zumindest die Art des Kulturdenkmals und verlinkt, soweit vorhanden, auf den Artikel zum Objekt.
- Beschreibung: Nennt bauliche und geschichtliche Einzelheiten des Kulturdenkmals, vorzugsweise die Denkmaleigenschaften.
- Erfassungsnummer: Für jedes Kulturdenkmal wird in Sachsen-Anhalt eine 20stellige Erfassungsnummer vergeben. Die letzten zwölf Ziffern werden für die Untergliederung nach Teilobjekten genutzt und werden nur angegeben, soweit vergeben. In dieser Spalte kann sich folgendes Icon  befinden, dies führt zu Angaben zu diesem Baudenkmal bei Wikidata.
- Ausweisungsart: Die Einordnung des Denkmales nach § 2 Abs. 2 DenkmSchG LSA
- Bild: Ein Bild des Denkmales, und gegebenenfalls einen Link zu weiteren Fotos des Kulturdenkmals im Medienarchiv Wikimedia Commons. Wenn man auf das Kamerasymbol klickt, können Fotos zu Kulturdenkmalen aus dieser Liste hochgeladen werden: